# Crest-Voland
Crest-Voland är en kommun i departementet Savoie i regionen Auvergne-Rhône-Alpes i sydöstra Frankrike. Kommunen ligger i kantonen Ugine som tillhör arrondissementet Albertville. År 2022 hade Crest-Voland 338 invånare.

## Befolkningsutveckling
Antalet invånare i kommunen Crest-Voland
| Referens: INSEE |